# Idwallon
Idwallon (in latino: Ituvellaunus, in inglese: Judwald; ... – VI secolo) è stato un sovrano gallese, succedette al padre Llywarch, figlio di Rhigeneu, sul trono di Brycheiniog.

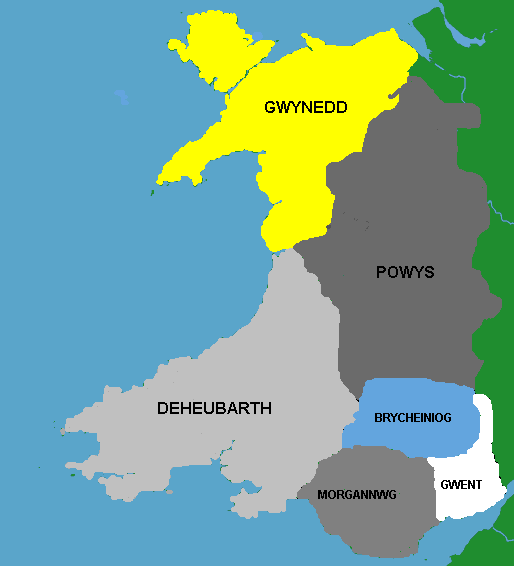
Regni medioevali del Galles

Si sa molto poco su di lui. È probabile che fosse lui a sedere sul trono quando Cynan Garwyn del Powys invase il Brycheiniog. Sembra che Idwallon sia stato sconfitto e che Cynan abbia regnato su Brycheiniog. Alla fine, però, egli tornò sul trono. Gli succedette il figlio Rhiwallon e poi la nipote Ceindrych, insieme al marito Cloten del Dyfed.